# Федерспиль, Биргитте
Биргитте Федерспиль (дат. Birgitte Federspiel; 6 сентября 1925 — 2 февраля 2005) — датская актриса театра и кино.

## Биография
Биргитте Федерспиль родилась 6 сентября 1925 года в Копенгагене, в семье актёра Эйнара Федерспиля.
Окончила актёрскую студию Фредирикбергского драматического театра (1945). Играла в театре города Оденсе (1945—1947) и в столичных Народном (1947—1962) и Новом (1962—1965) театрах.
Дебютировала как киноактриса в комедии режиссёра Арни Вееля «Возьмите очки» (1942), где сыграла роль молодой Биргит.
В 1950-е годы дважды признавалась лучшей актрисой и награждалась главной национальной кинопремии Дании за исполнение главных ролей в фильмах «Слово» (1955) и «В заграничном банке» (1959).
Умерла 2 февраля 2005 года в Оденсе.

## Избранная фильмография
- 1942 — Возьмите очки / Ta' briller på
- 1953 — Адам и Ева / Adam og Eva
- 1955 — Слово / Ordet
- 1959 — В заграничном банке / En fremmed banker på
- 1966 — Голод / Sult
- 1967 — Красная мантия
- 1987 — Пир Бабетты / Babettes gæstebud